# Tyrannochthonius albidus
Tyrannochthonius albidus är en spindeldjursart som först beskrevs av Beier 1977.  Tyrannochthonius albidus ingår i släktet Tyrannochthonius och familjen käkklokrypare. Inga underarter finns listade i Catalogue of Life.